# Suzuki Miekichi

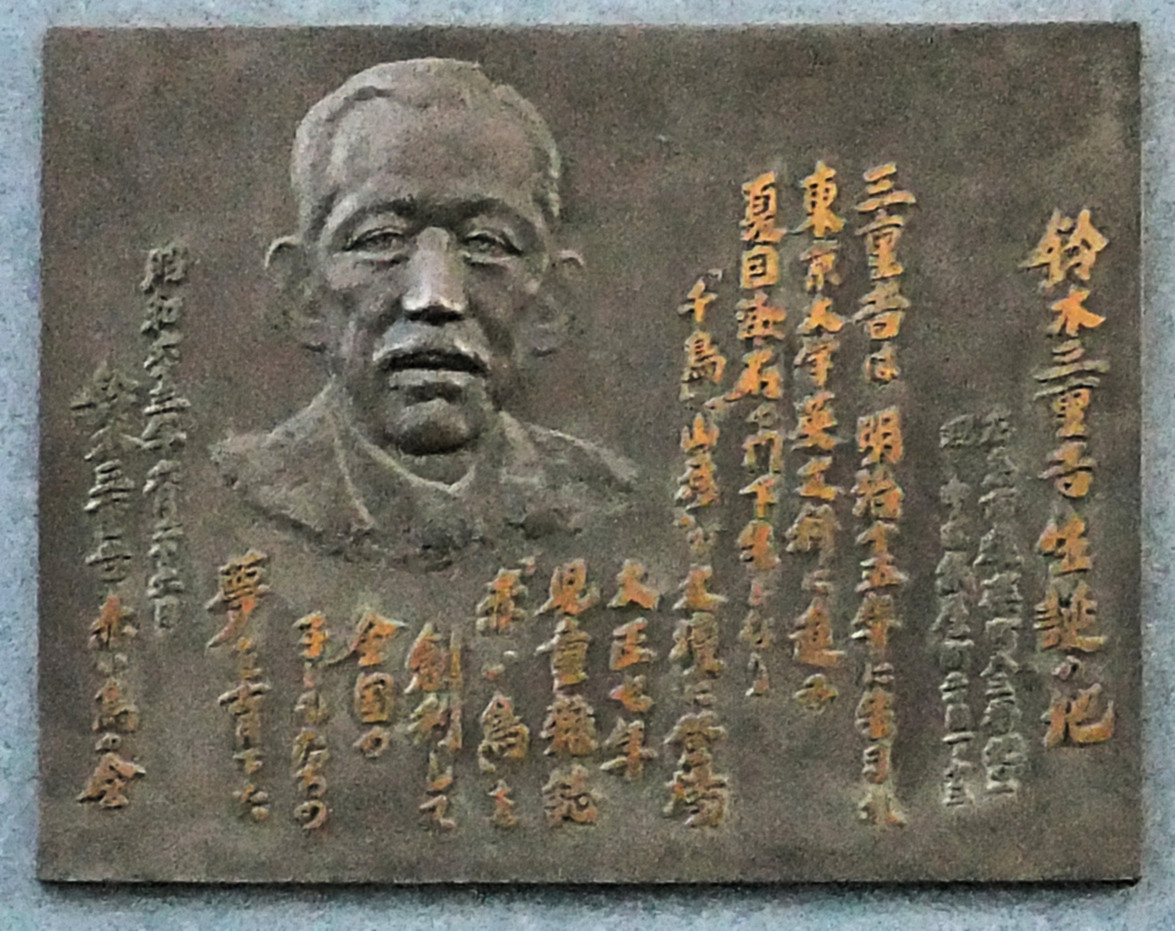
Gedenkplakette für Suzuki Miekichi

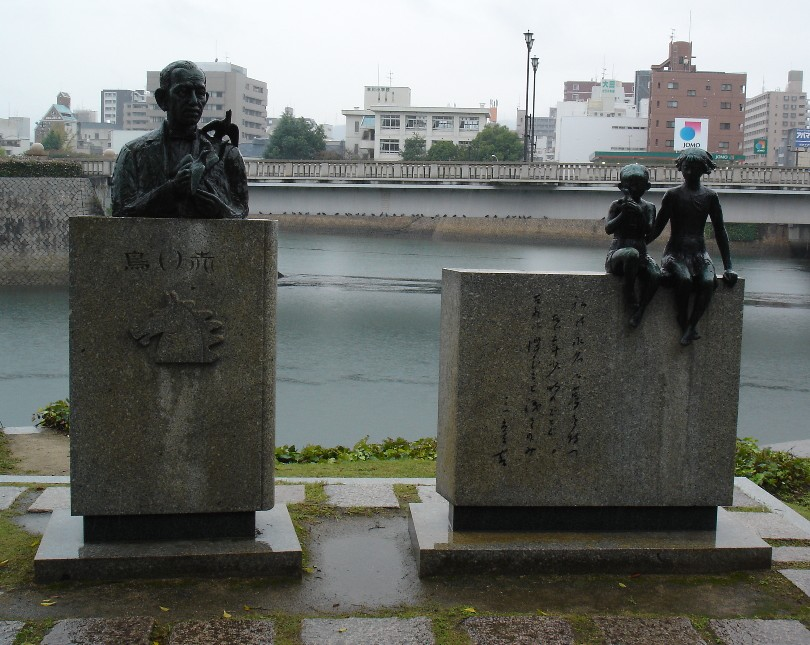
Denkmal für Suzuki Miekichi in Hiroshima

Suzuki Miekichi (jap. 鈴木 三重吉; * 29. September 1882; † 27. Juni 1936 in Hiroshima) war ein japanischer Roman- und Kinderbuchautor. Er gilt als Vater der Kinder- und Jugendliteratur in Japan.

## Leben
Nach seinem Studium der englischen Literatur an der Kaiserlichen Universität Tokio war Suzuki als Mittelschullehrer tätig und verfasste nebenher Romane. Er selbst empfand sein Talent als Romanschriftsteller jedoch als unzulänglich und gab das Schreiben 1915 wieder auf.
Seiner Tochter ist es zu verdanken, dass er Literatur für Kinder zu verfassen begann. Ab 1918 gab er die Zeitschrift Akai Tori (赤い鳥, dt. „Roter Vogel“) heraus und bat berühmte Schriftsteller, für das Magazin zu schreiben. Einige herausragende Werke von namhaften Schriftstellern der Taishō-Zeit wie Akutagawa Ryūnosuke, Arishima Takeo (有島 武郎) oder Kitahara Hakushū (北原 白秋) entstanden für diese Zeitschrift, und die Gattung der Kinderliteratur begann, als Kunstform Anerkennung zu finden.
Suzuki Miekichi starb 1936 im Alter von 54 Jahren an den Folgen von Lungenkrebs. Mit seinem Tod wurde seine Zeitschrift nach 196 Ausgaben eingestellt.

## Preis
Seit 1948, dem zwölften Todestag Suzukis, wird in Japan der Suzuki-Miekichi-Preis für herausragende Kindergeschichten, -gedichte und -lieder verliehen.

## Denkmal
Im Friedenspark von Hiroshima, zwischen zahlreichen Gedenksteinen und Monumenten zur Erinnerung an den Atombombenabwurf auf Hiroshima am 6. August 1945, steht direkt gegenüber der Atombombenkuppel am Flussufer ein Denkmal für Suzuki Miekichi. Es stammt von dem Künstler und Bildhauer Entsuba Katsuzō, wurde 1964 fertiggestellt und unweit von Suzukis Elternhaus im damaligen Stadtviertel Sarugaku-chō (dem heutigen Ōtemachi, Naka-ku) aufgestellt. Es wird insbesondere von ausländischen Touristen immer wieder fälschlicherweise als Denkmal im Zusammenhang mit der Atombombe interpretiert.
Das Denkmal besteht aus zwei Teilen: Links eine Büste Suzukis auf einem Granitsockel in Buchform, auf dem „鳥い赤“ (Roter Vogel, in gleicher traditioneller japanischer Schreibweise von rechts nach links wie der frühere Zeitschriftentitel) steht, und rechts ein Granitblock, auf dem zwei Kinder aus Bronze sitzen. Darunter ist in Suzukis Handschrift von oben nach unten zu lesen:
| 私は永久に夢を持つ     | Ich werde ewig Träume haben                           |
| ただ年少時のごとく     | gerade wie ein kleiner Bub                            |
| ために悩むこと浅きのみ | darum werden meine Sorgen und Ängste nie zu tief sein |
| 三重吉                 | Miekichi                                              |